# 结壮飘拂草
结壮飘拂草（学名：Fimbristylis rigidula）为莎草科飘拂草属下的一个种。

## 扩展阅读
- 維基物種上的相關：结壮飘拂草